# Stactobia doehleri
Stactobia doehleri är en nattsländeart som beskrevs av Schmid 1959. Stactobia doehleri ingår i släktet Stactobia och familjen smånattsländor. Inga underarter finns listade i Catalogue of Life.